# Derde Universele Theorie

Vlag van de (Grote) Libisch-Arabische Socialistische Volks-Jamahiriyah (1977-2011). De kleur groen geldt als de ideologische kleur van de Derde Universele Theorie.

De Derde Universele Theorie of Derde Internationale Theorie (Arabisch: نظرية عالمية ثالثة) is de door Libische leider Moammar al-Qadhafi tussen 1976 en 1979 in diens groene boekje uiteengezette ideologie die moest gelden als een derde alternatief voor de twee belangrijkste en elkaar beconcurrerende wereldideologieën: het kapitalisme en het communisme. Belangrijke punten binnen Qadhafi's ideologische alternatief zijn onder andere directe democratie, nationalisme (meer in het bijzonder Arabisch nationalisme en Afrikaans nationalisme), godsdienst (islam) en een vorm van socialisme (speciaal het Arabisch socialisme). Tussen 1977 en 2011 werd Libië, dat toen de naam (Grote) Libisch-Arabische Socialistische Volks-Jamahiriyah formeel geregeerd op basis van de Derde Universele Theorie.

## Inhoud

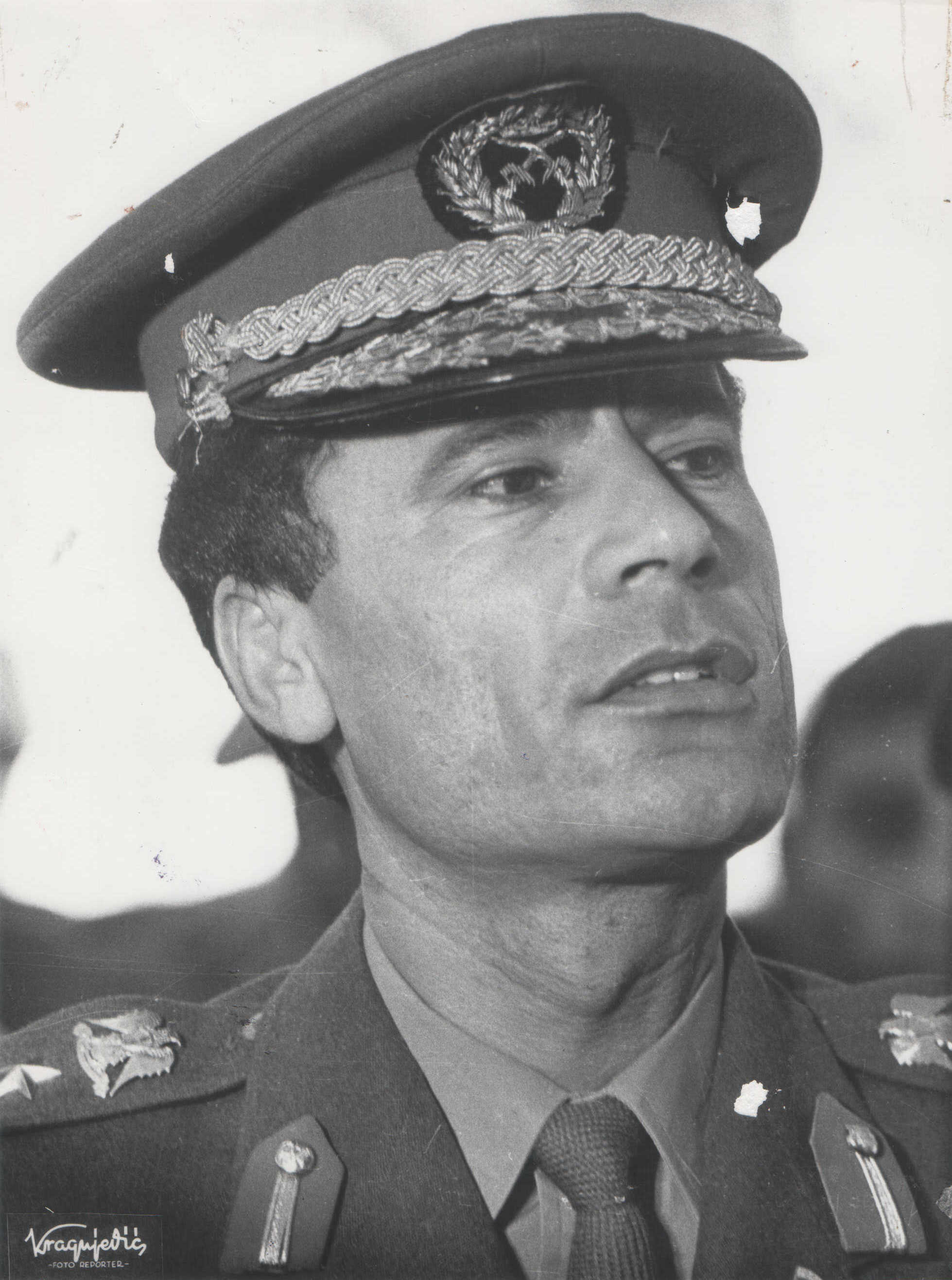
Moammar al-Qadhafi (1942-2011)

Volgens Qadhafi zijn zowel het kapitalisme en het communisme verwerpelijke ideologieën. Beiden brengen zij het atheïsme voort, waarbij Qadhafi echter duidelijk maakt dat het communisme wat dat betreft een slechtere naam heeft omdat het in de marxistisch-leninistische variant het atheïsme ook daadwerkelijk propageert. Volgens Qadhafi hebben beide ideologieën ook hun langste tijd gehad; ze zijn er namelijk niet in geslaagd het lot van de mensheid te verbeteren omdat zowel het kapitalisme als het communisme uitgaan van monopolie-denken: het communisme staat voor een staatsmonopolie waardoor de productiemiddelen in handen van de staat terechtkomen en bij het kapitalisme komen productiemiddelen en bezit in handen van een kleine monopolistische kliek. Volgens de Derde Universele Theorie die uitgaat van een soort libertair-socialisme komen de productiemiddelen in handen van de massa, het volk. In theorie was er in Libië dus sprake van "volkseigendom" (eigendom van de Jamahiriyah, "de massa's" of het "volkscollectief", in de praktijk waren de productiemiddelen echter in handen van de staat. Toch blijft privéeigendom in Libië gewoon bestaan, ook kwam er aan concurrentie tussen kleinere ondernemingen geen einde. Dat bezit een niet onbelangrijke rol speelde binnen de Derde Universele Theorie blijkt wel dat huizen vanaf 1978 niet meer mochten worden verhuurd en de bewoners van zo'n voormalig huurhuis automatisch eigenaar werden van de woning. Vanaf dat ogenblik waren alle huizen in het land particulier eigendom van de bewoners. Qadhafi's economische ideeën, waarin hij uitgaat van verregaande decentralisatie en arbeiderszelfbestuur ("geen bazen, maar partners", vgl. titoïsme) worden beschreven in het tweede deel van het groene boekje. Het moet Qadhafi worden nagegeven dat hij met het geld uit de olieopbrengsten relatief veel heeft gedaan om het leven en het ontwikkelingspeil van de inwoners van Libië te verbeteren.   
Een belangrijke rol in het denken van Qadhafi speelt directe democratie (eerste deel groene boekje). Via een ingewikkeld stelsel van volkscongressen, basiscomité's, vak- en beroepsorganisaties wordt de macht zoveel mogelijk in handen van het volk gelegd. Er is in Libië op papier zelfs geen regering meer zoals in andere landen: het volks delegeert macht aan het secretariaat-generaal van het Algemene Volkscongres en het Algemene Volkscomité. Deze twee organen vormen de uitvoerende macht. Qadhafi bekleedt sinds 1979 formeel zelfs geen regeringsfunctie meer, hij is vanaf dat moment de "Broederlijke Gids van de Revolutie." In werkelijkheid blijft hij tot zijn val en dood in 2011 de leider van het land. Omdat het regime van Qadhafi gepaard ging met een grote mate van dwang en onderdrukking was er alleen maar theoretisch sprake van een directe democratie. 

Wapen van de (Grote) Libisch-Arabische Socialistische Volks-Jamahiriyah (1977-2011)

Qadhafi beschrijft in het derde deel van zijn groene boekje de implicatie van de Derde Universele Theorie voor het sociale leven. Dit laatste deel van zijn werk verscheen in 1979. Qadhafi begint bij het gezin, dat geldt als een soort "hoeksteen van de maatschappij." Het gezin maakt deel uit van een familie, een familie van een stam of clan en deze laatste entiteit maakt deel uit van een natie. Iedere natie hoort er een godsdienst op na te houden. Toch hadden geestelijken in de Jamahiriyah nauwelijks invloed, ondanks dat de islam de staatsgodsdienst was en de Koran uitgangspunt van de rechtspraak. Dit had te maken met de eigenzinnige interpretatie van de islam die Qadhafi er op nahield. Hij verwierp bijvoorbeeld de mondelinge traditie. De aaneenschakeling van "gezin, stam, natie" vormt een natuurlijke keten, het één kan niet zonder het ander. Uitgaande van zijn decentralisatie-politiek, stelt Qadhafi wel dat gezin en stam voor een individu van meer belang zijn dan de natie, een abstractere entiteit. De natie is een stam, maar dan een stam die door bevolkingsaanwas is gegroeid tot een enorm stam. 
In het laatste deel van het boekje doet hij ook controversiële uitspraken over de positie van de vrouw: vrouwen zijn gelijkwaardig aan mannen, maar niet gelijk. Er is sprake van verschillende taken. Opvoeding is volgens Qadhafi de taak van de vrouw. Kinderen horen thuis te worden opgevoed en niet in crèches of kinderopvangcentra. Als een vrouw de opvoeding gedeeltelijk moet overlaten aan een crèche betekent dit in Qadhafi's ogen dat de materiële positie van de vrouw dusdanig slecht is dat zijn gedwongen is om buitenshuis te werken. Alleen een "wereldrevolutie kan al de materiële condities ongedaan maken die het een vrouw hinderen om haar natuurlijke rol in het leven te hinderen.".  Hij doet ook controversiële uitspraken over sport, kunst en cultuur die volgens hem alleen bestaansrecht hebben indien zij in dienst van de massa. Over zwarte volkeren is Qadhafi zeer positief: hij sympathiseert duidelijk met hun strijd tegen racisme en rassenongelijkheid en volgens hem hebben zwarte volkeren de toekomst.
Op internationaal vlak streefde Qadhafi naar een vorm van neutralisme, door hem aangeduid als "positief neutralisme." Daarmee wilde hij aangeven dat hij goede betrekkingen wilde onderhouden met zowel kapitalistische als communistische staten. In de praktijk waren de betrekkingen tussen Libië en het Oostblok veel beter, ondanks het anticommunisme van Qadhafi. De Sovjet-Unie leverde wapens en economische steun aan Libië. Net als de Sovjet-Unie steunde Qadhafi linkse guerrillabewegingen overal ter wereld. In 1976, 1981 en 1985 bezocht Qadhafi Moskou tijdens officiële staatsbezoeken. Na de val van de Sovjet-Unie (1991) bleven de betrekkingen tussen Libië en de Russische Federatie hecht. Door de Libische steun aan terroristische organisaties verslechterden de betrekkingen tussen Westerse landen en Libië sinds de jaren '70 aanzienlijk. In 1986 voerden de VS een reeks bombardementen uit op Libië. In 2011 was het door ingrijpen van Westerse landen dat het regime van Qadhafi ten val kwam, ondanks dat de betrekkingen tussen Libië en het Westen sinds het begin van de eenentwintigste eeuw sterk waren verbeterd. Belangrijker dan goede betrekkingen met Oost en West was Qadhafi's streven om goede relaties te onderhouden met ontwikkelingslanden. De Derde Universele Theorie was er ook vooral op gericht om derde wereldlanden een gevoel van eigenwaarde te geven en hen te behoeden een keuze te maken tussen kapitalistische en communistische landen. Qadhafi was om die reden een groot voorstander van de Beweging van Niet-Gebonden Landen.
De Derde Universele Theorie moet worden gezien als een uitwerking van het groene boekje. Overigens is de Theorie dynamischer: het decentralisatieproces in Qadhafi's Libië ging vaak veel verder dan beschreven in het groene boekje. 
Aanhangers voor de Derde Universele Theorie vinden we zowel in linkse als rechtse hoek (National Front, Official National Front).